# Trachysphyrus chacorum
Trachysphyrus chacorum är en stekelart som beskrevs av Porter 1967. Trachysphyrus chacorum ingår i släktet Trachysphyrus och familjen brokparasitsteklar. Inga underarter finns listade i Catalogue of Life.